# Кармит Бачар
Кармит Бачар (англ. Carmit Bachar; род.4 сентября 1974) — американская певица, танцовщица и модель. Она была участницей поп-группы The Pussycat Dolls и одной из основных вокалисток коллектива, наряду с Николь Шерзингер и Мелоди Торнтон. Бачар покинула группу в феврале 2008 года. В настоящее время она записывает свой дебютный альбом. В начале 2011 года певица выпустила дебютный сольный сингл. 18 сентября 2011 года Бачар родила дочь Розу Кейля.

## Ранние годы
Кармит родилась в Лос-Анджелесе. Её отец еврейского, израильского и индонезийского происхождения, а мать — голландского и китайского. Она родилась с двухсторонней расщелиной губы и неба. Выросла в Энсино (штат Калифорния). Оба родителя были танцорами, мать работала учителем танцев в Бэнкрофт в средней школе изобразительных искусств, а отец работал с Элвисом Пресли и Марселем Марсо. Бачар соревновалась на международном уровне в художественной гимнастике в течение 10 лет, и получила 5-е место в США, олимпиада проходила в 1992 году. На протяжении своей карьеры выступала в сборной США. Она училась в Гамильтонской академии музыки в Лос-Анджелесе, занималась музыкой, танцами, пианино и альте.

## Pussycat Dolls
Бачар пришла в Pussycat Dolls в 1995 году, когда они были бурлеск-шоу. В 2002 году она привела подругу Gwen Stefani, чтобы выступила на шоу «Pussycat Dolls». Позже «Pussycat Dolls» подписали контракт с «Interscope Records».
Кармит была участницей The Pussycat Dolls дольше, чем любая другая исполнительница, она начала в 1995 году с бурлеск-шоу и оставила группу в 2008 году, после 13-и лет работы с группой. Она была также первой The Pussycat Dolls, которые участвовали в записях группы в 2001 году. Большинство тогдашних участниц, в том числе солистка Николь Шерзингер и Мелоди Торнтон, были приглашены одной из основательниц, Робин Антин, в 2002 году и 2003 году. Как и другие куклы, она была наёмным работником в «Interscope Records».
В 2006 и 2007 году она гастролировала с группой в поддержку своего многомиллионного PCD альбома. Она была одной из трёх ведущих вокалистов в группе, и исполняла ведущие партии в песнях «Beep», «Buttons», «I Don't Need a Man», «Hot Stuff (I Want You Back)», «Right Now» и «Tainted Love» и других.
В феврале 2008 года появились сообщения о том, что она выходит из состава группы и создаёт сольный проект. 8 марта 2008 года, Кармит официально объявила о своем уходе из The Pussycat Dolls на официальном сайте группы. Мелоди Торнтон выразила Бачар особую благодарность за работу над вторым альбомом «Doll Domination».

## Сольная карьера
Бачар появилась в нескольких фильмах, в том числе в «13 в 30», «А вот и Полли», «Царь Скорпионов» и «Ангелы Чарли».
В 1997 году Бачар была зачислена в качестве танцовщицы в фильме «Nickelodeon Movies».
Как независимый танцор она уже гастролировала или появлялась с несколькими поп-рок проектами. В 1999 и 2000 годах, она была «Livin 'La Vida Loca» женщиной в мировом турне Рики Мартина. В 2003 году мировое турне No Doubt появляется на сцене с Gwen Stefani во время исполнения песни «Bathwater» в DVD «No Doubt» в «Rock Steady Live». В 2001 году она была танцовщицей у «Aaliyah». В 2004 году она была резервной танцовщицей для Джанет Джексон во время печально известного тура «Super Bowl» в перерыве шоу. В 2004 году она была танцовщицей Бейонсе и появлялась в её туре в 2004 году DVD «Live на Уэмбли». Она снималась в 21-м музыкальном клипе, включая Мэйси Грэй в «Sexual Revolution», Дженнифер Лопес «Ain't It Funny», Уайклеф Джин в «Perfect Gentleman», «The Black Eyed Peas на «Shut Up», Майкл Джексон «Blood On The Dance Floor», Алия «Rock the Boat», The Offspring «Why Don't You Get a Job?» и Бейонсе «Crazy in Love», и «Baby Boy».

### The Zodiac Party
В 2001 году в Лос-Анджелесе, Бачар с друзьями создала ночной клуб «Freedom», главным шоу в котором стал «The Zodiac Party». Это было случайным «многожанровым кабаре». «The Zodiac Party» был также проведён в «Голливуд Атлетик» и «Key Club». В августе 2008 года сообщалось, что Бачар будет делать другой «The Zodiac Party», которое она назвала ролл версией рок-н-рольного «Cirque Du Soleil». В 2008 году оно имело огромный успех, и было организовано ещё одно шоу в начале 2010 года.

### Formerly Of...
В интервью E! с марта 2008 года, она отметила, что она хочет выпустить сольный альбом и в будущем. В другом интервью с «Savvy.com» она сказала, что работала с Mайси Грей и что её альбом будет выпущен в 2009 году. В июне 2008 года песня «Carmasutra» появился на «Myspace» Бачар. Она подтвердила в своем блоге, что это старая песня демо. В декабре 2008 года незавершенный вариант «Overrated» произошла утечка информации. В июне 2009 года она исполнила новую песню под названием «Fierce» в ночных клубах. Песню отдали Джаред Ли Госселин,но написала её Кармит Бачар, Кей Колa и Che'Nelle. Другие производители она работали среди других как Джастин Майкл, Филипп Bианко, Лев Meллацe и Стив Катизон. Альбом Бачар получился успешным, он был выпущен в 2010 году. В сентябре 2009 года в «Kee Magazine», Бачар сообщила, что её альбом будет называться «Formerly Of...».
Это заявление о жизни. Я раньше была в ранних отношениях, и я, и бывший... Каждая песня о чём-то личном, история о каком-то событии.Кармит Бачар

## Благотворительность
Было сообщено, что она хочет создать некоммерческую организацию под названием «Улыбнись со мной».
Я хочу, чтобы мой собственный благотворительный фонд для детей и взрослых, которые рождаются с расщеплением нёба, как родилась я, и я хочу просвещать и вдохновлять людей, говоря, что внутренняя красота важнее, чем внешний видКармит Бачар
Бачар является послом «Операции Улыбка» во всём мире детской медицинская благотворительной организации, которая помогает улучшить здоровье и жизнь детей и молодых людей с дефектами лица. В ноябре 2007 года она приняла участие в «Operation Smile» международной медицинской миссии в Боливии, где она и её команда организовали творческие станции для детей.